# Goniagnathus obesus
Goniagnathus obesus är en insektsart som beskrevs av Jacobi 1910. Goniagnathus obesus ingår i släktet Goniagnathus och familjen dvärgstritar. Utöver nominatformen finns också underarten G. o. curtipennis.